# Воздушная улица (Львов)
Воздушная улица (укр. Повітряна вулиця; в народе Повитря́на) — улица в Зализничном районе Львова на Левандовке. Простирается от улицы Левандовской до Роксоляны.
Ранее средняя часть улицы (от Сяйво до Калнышевского) была выстлана брусчаткой. Однако осенью 2011 года она была заасфальтирована.

## Название
С 1922 года улица называлась «3 мая» в честь Конституции Речи Посполитой, принятой 3 мая 1791 года. В 1933 году переименована на «Льотничую» в честь старого львовского аэропорта, который размещался рядом. Во времена немецкой оккупации в 1943 году улицу переименовали на «Кульгаусгассе». В июле 1944 года название «Льотничая» было возвращено. С 1950 года получила современное название «Повитряной».
Часть улицы от улицы Суботовской до Роксоланы, которая появилась в 1958 году, получила название «Новоповитряная». В 1963 году её присоединили к Повитряной.

## Здания
- № 1. В советские времена здесь был магазин «Техника» управления «Львовэлектромашснабсбыта». В 2000-х годах здесь открылся фирменный магазин при Львовском хладокомбинате.
- № 2. Львовский хладокомбинат.
- № 5, 6, 8, 9, 12. Двухэтажные жилые барачные дома конца 1950-х — начала 1960-х годов. В доме № 6 в 1950-х годах был Народный суд Зализничного района, в доме № 8 — книжный магазин.
- № 15. Жилой дом. В 1950-х годах здесь находилась обувная ремонтная мастерская.
- № 20. Бывший кинотеатр «Спутник» (в 1950-х годах — имени Коцюбинского), в 2000-х годах — ночной клуб «Дали».
- № 24. В советские времена здесь был овощной магазин, с 1990-х годов — магазин «Левандовский Газда» с кофейней.
- № 38. В 1950-х годах здесь была мастерская индпошива одежды, сейчас этого адреса не существует.
- № 43. Во времена СССР здесь был магазин «Продукты».
- № 99. Поликлиника Клинической больницы Львовской железной дороги.

На пересечении Повитряной с улицей Ганкевича с послевоенных времен есть пруд (Левандовское озеро). На улице есть исправная водяная колонка.

## Галерея
- Начало улицы (2011)
- Средняя часть улицы (2011)
- Средняя часть улицы (2011)
- Брусчатка в средней части улицы (2011)
- Знак бывшей автобусной остановки (2011)
- Бывший кинотеатр «Спутник» (2011)
- Дом №12а (2012)
- Дом №21 (2012)
- Дом №24 (2011)
- Дом №32 (2011)
- Дом №40 (2011)
- Дом №46 (2011)
- Дом №60 (2011)
- Водяная колонка (2012)